# Biblioteka Narodowa (Norwegia)
Biblioteka Narodowa (norw. Nasjonalbiblioteket) – norweska biblioteka narodowa założona w 1989, mieści się w Oslo oraz w Mo i Rana.

## Historia
Przed powstaniem Biblioteki Narodowej w 1989 roku, jej rolę pełniła Biblioteka Uniwersytetu w Oslo. Biblioteka wprowadziła się do  budynku z 1913 roku w Oslo, który do 1898 roku był siedzibą Biblioteki Uniwersyteckiej. W latach 1999–2005 przeprowadzono modernizację budynku w którym Biblioteka ponownie rozpoczęła działalność 15 sierpnia 2005 roku. W budynku zbudowano trzy podziemne magazyny, dobudowano 9-piętrowy gmach. W 2018 roku Biblioteka Narodowa zatrudniała około 417 pracowników. Biblioteka prowadziła od 2001 roku archiwizację stron internetowych (domena .no i strony norweskich instytucji).

## Zbiory
Wśród najcenniejszych zbiorów nazywanych norweskim dziedzictwem kulturowym w zbiorach Biblioteki Narodowej Norwegii znajdują się: Magnus Lagabøters Landslov („Prawo krajowe Magnusa Lagabøtera”) pochodzący z początku XIV wieku i modlitewnik z kościoła Kvikne w Hedmark zawierający Psalteriet („Psalmy Dawida”). Najstarsza część Księgi Psalmów pochodzi z XIII wieku. 

### Egzemplarz obowiązkowy
Zgodnie z rozporządzeniem z 2018 roku, zmieniającym wcześniejsze z 1990 roku, Biblioteka Narodowa ma prawo do otrzymywania egzemplarza obowiązkowego wszystkich wydawnictw z terenu Norwegii oraz spoza, jeśli zostały przygotowane dla wydawcy norweskiego lub są przeznaczone dla mieszkańców Norwegii. Pięć kopii dokumentów publikowanych ma obowiązek przekazać wydawca, a dwie drukarnia. W przypadku dokumentów cyfrowych należy przekazać jedną kopię. Jeśli koszty dostarczenia są duże, wydawca może wystąpić do Biblioteki z prośbą o pokrycie części kosztów. Trzy kopie otrzymuje i przechowuje Biblioteka Narodowa w celu archiwizacji do czytelni i wypożyczalni. Pozostałe egzemplarze są przesyłane do bibliotek uniwersyteckich w Tromsø, Trondheim, Bergen i Oslo oraz do biblioteki Sametinget (biblioteki Parlamentu Samów).

## Digitalizacja zbiorów
W 2006 roku podjęto decyzję o digitalizacji całości zbiorów biblioteki i udostępnieniu ich w formie cyfrowej. W 2012 roku otwarto stronę Bookhylla, na której udostępniono w momencie otwarcia 104 000 książek. Z całości zbiorów mogą bezpłatnie korzystać czytelnicy z Norwegii (na podstawie IP), a część zbiorów jest w wolnym dostępie dla użytkowników spoza Norwegii. 

## ISBN
Agencja przyznająca numery ISBN jest częścią Biblioteki Narodowej. Prefiks Norwegii to -82 (978-83…).